# Satellitendorf
Unter einem Satellitendorf versteht man kleine Ortschaften, welche sich in der Nähe von Ballungszentren befinden. Diese Dörfer besitzen im Unterschied zu Satellitenstädten kaum ausreichend Infrastruktur für industrielle Zwecke und dienen vorwiegend als Wohnraum.
Im Gegensatz zur Trabantenstadt bringt dieser Begriff eine Nuance mit sich, die Dörfer beschreibt, die von äußerst Wohl-Situierten bewohnt werden. Oft wird dieser Begriff daher negativ interpretiert.

## Besonderheiten von Satellitendörfern

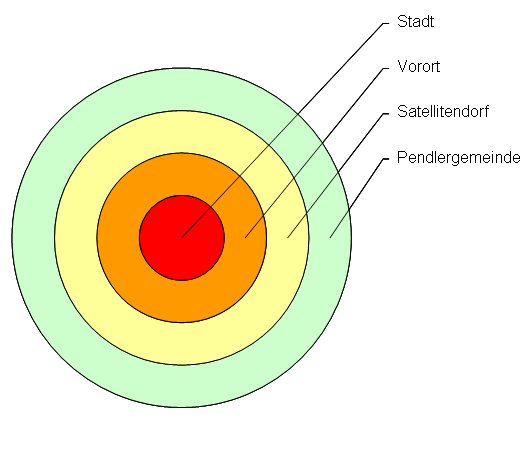
Darstellung der Abgrenzung von Städten, Vororten, Satellitendörfern und Pendlergemeinden

Satellitendörfer sind vorwiegend kreisförmig um größere Städte angeordnet, wie z. B. die Lage der Ortschaften Lans, Aldrans, Rum, Arzl und Götzens um Innsbruck visualisiert.
Diese Ortschaften sind als Satellitendörfer zu bezeichnen, da ihre Einwohnerzahl unter 10.000 Einwohner liegt (und somit nicht als Stadt definiert werden kann, da Städte in Österreich nur in Ausnahmefällen unter 10.000 Einwohner zur Stadt erklärt worden sind), die Infrastruktur kaum ausreichend für die entsprechende Einwohnerzahl ist, hingegen die Wohnqualität weit überdurchschnittliche Dimensionen erreicht.
Diese Kriterien unterscheiden Satellitendörfer von Trabantenstädten und Schlafstädten, da diese Dorfformen vorwiegend den Einwohnern als Alternative zum urbanen Stadtgebiet bieten, jedoch nicht unbedingt eine Steigerung der Wohnqualität beinhalten.
Aus dem Blickwinkel der Infrastruktur ist ein Satellitendorf einer Pendlergemeinde äußerst ähnlich. Unterscheidungsmerkmale sind hier die größere Entfernung der Pendlergemeinde zur Stadt sowie die häufig größere Einwohnerzahl der Satellitendörfer im Vergleich zu Pendlergemeinden.